# Villeneuve-en-Retz
Villeneuve-en-Retz é uma comuna francesa na região administrativa do País do Loire, no departamento de Loire-Atlantique. Estende-se por uma área de 73.68 km². Em 2010 a comuna tinha 4 998 habitantes (densidade: 67,8 hab./km²).
Foi criada em 1 de janeiro de 2016, a partir da fusão das antigas comunas de Bourgneuf-en-Retz e Fresnay-en-Retz.